# Boeing L-15 Scout
Dimensions
Le Boeing L-15 Scout est un petit avion de reconnaissance à moteur à pistons construit par Boeing en très petit nombre après la Seconde Guerre mondiale. C'est un avion à décollage et atterrissage court propulsé par un moteur Lycoming de 125 ch. Le L-15 est une tentative de Boeing d'étendre sa gamme de produits, alors que la Seconde Guerre mondiale touchait à sa fin et que sa production d'avions de combat diminuait. Boeing décide alors la commercialisation du L-15, un avion général, et les rares qui sont produites vont à la United States Army. La plupart sont utilisés en Alaska pour diverses tâches.

## Conception
Dans l'immédiat après-guerre, la United States Army Air Forces (USAAF) demanda aux constructeurs aéronautiques américains des propositions pour un nouvel avion d'observation. La plupart des constructeurs ne prirent aucun risque, et se basèrent sur une formule éprouvée :
- Aeronca et Piper présentèrent des versions à peine modernisées de leurs L-3 et L-4 de la guerre, qui furent produits en quantité limitée sous les désignations respectives de L-16 et L-21.
- North American Aviation adapta son quadriplace Navion déjà en production, qui fut produit sous la désignation L-17.

La seule entreprise qui ne reçut aucune commande au-delà des prototypes et avions de pré-production fut Boeing, peut-être en raison de sa conception novatrice. Le L-15 était doté de volets Fowler, d'ailerons déflecteurs et d'une poutre-queue terminée par un empennage double inversé. La poutre-queue haute dégageait un champ de vision complètement dégagé vers le bas à l'observateur installé dans la gondole, sur un siège pivotant à 360 degrés, au travers de grandes fenêtres panoramiques. 
Le Scout pouvait être replié en un ensemble compact, facile à remorquer derrière une jeep ou un camion léger jusqu'à 65 km/h, ou pouvant être chargé dans la benne d'un camion. Une équipe de six personnes pouvait le démonter et le préparer pour être transporté en 39 minutes, et le ré-assembler pour voler en moins d'une heure. Si nécessaire, il pouvait également être remorqué en vol derrière un autre aéronef jusqu'à la vitesse de 265 km/h. Le train d'atterrissage tricycle pouvait être remplacé par des skis ou des flotteurs catamaran. Propulsé par un moteur Lycoming O-290-AZ de 125 ch entraînant une hélice bipale à pas fixe McCauley, le L-15 avait une vitesse maximale de 167 km/h. Il pouvait décoller en 80 mètres d'un champ ou d'une route. Son autonomie, de 250 milles (463 km) sur les réservoirs internes, pouvait être doublée à 500 milles (926 km) avec un réservoir supplémentaire externe de 24 gallons (91 litres).
Quatre peuvent être embarqué dans la soute d'un avion de transport militaire Boeing C-97 Stratofreighter

## Engagements

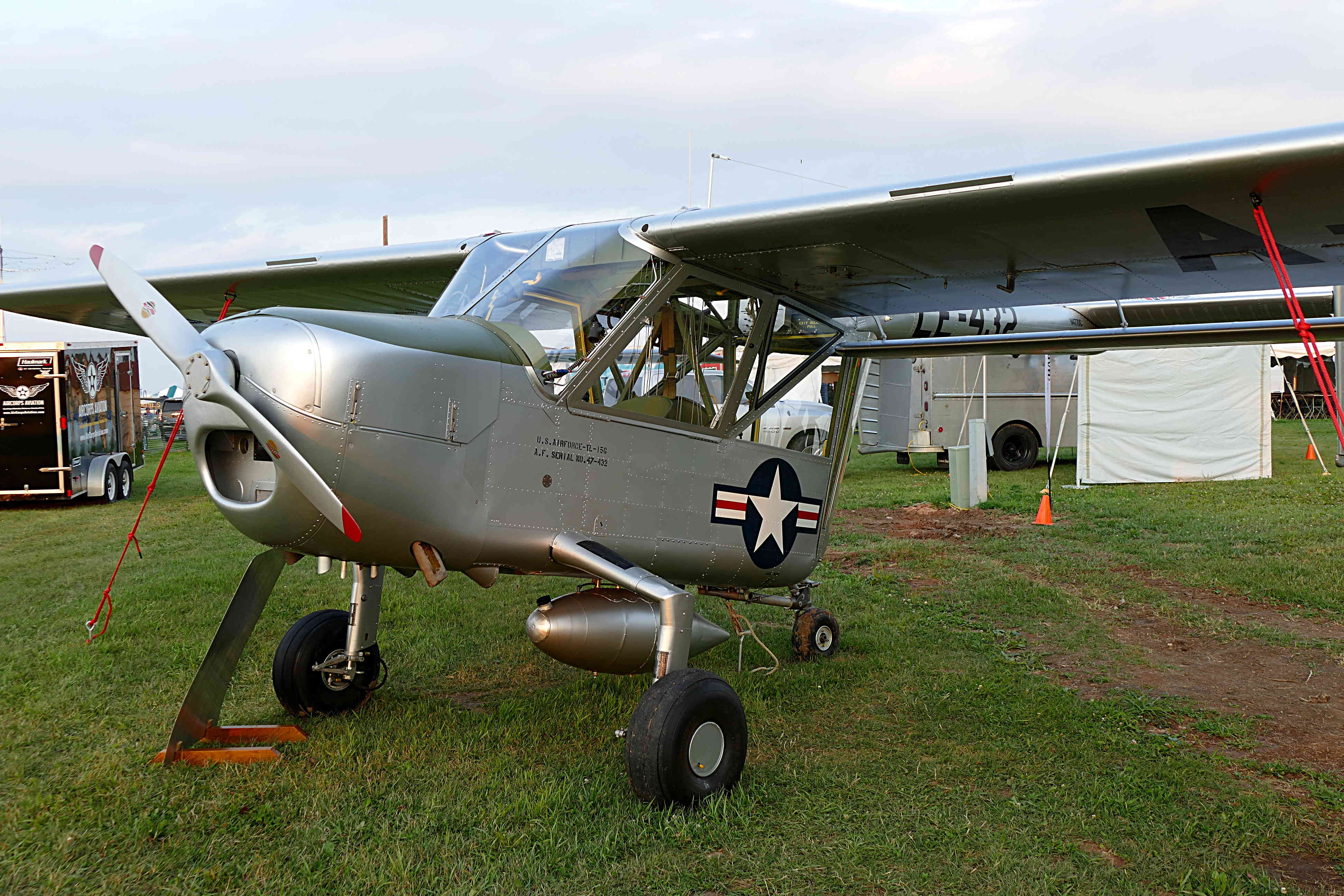
Le seul YL-15 en état de vol en 2018.

Le premier des deux prototypes (XL-15) effectua son premier vol le 13 juillet 1947 à Wichita (Kansas), avec succès. Les deux XL-15 furent livrés à Wright Field en 1948 en vue d'essais, et dix YL-15 de pré-production furent construits et livrés à l'US Army pour une évaluation en service. Les deux prototypes avaient une grande dérive unique, tandis que les avions de pré-série incorporaient diverses améliorations, notamment l'empennage double et une surface alaire agrandie, qui permit d'augmenter la charge emportée. Neuf exemplaires furent envoyés à Fort Bragg, en Caroline du Nord. L'US Army décida finalement de ne pas commander l'avion. Ce fut une grande déception pour Boeing, qui avait investi beaucoup d'argent dans la conception, ainsi que l'outillage permettant de réaliser les prototypes. 
Le L-15 fut le tout dernier avion à hélice produit par Boeing, qui se concentra ensuite sur la production des avions à réaction lourds militaires, comme le Boeing B-47 Stratojet, et civils comme le Boeing 707.
Les 12 YL-15 ne furent toutefois pas mis à la ferraille, mais achetés par le United States Fish and Wildlife Service, l'administration fédérale des eaux et forêts. Ils furent utilisés pour surveiller les vastes étendues sauvages de l'Alaska. Ils furent utilisés seulement quelques années, non par défaut de performances mais à la suite de la décision de normaliser les équipements. Plusieurs furent acquis par des particuliers, principalement en Alaska où ils servirent comme avion de brousse. 
Le dernier exemplaire en état de vol (matricule 47-0432, immatriculation civile N4770C) fut racheté en février 1954 pour 800 dollars par Norman Brunquist, mécanicien employé par le United States Fish and Wildlife Service et pilote amateur. Il vola jusqu'à la fin des années 1960. Après la mort de Norman Brunquist, l'avion fut restauré par son fils Keith Brunquist dans son état d'origine, comme s'il sortait des chaînes d'assemblage de Boeing. L'avion vole à nouveau depuis 2017.

## Opérateurs
États-Unis
- United States Army
- United States Fish and Wildlife Service, repris à l'US Army